# 怪奇ミイラ男
『怪奇ミイラ男』（かいきミイラおとこ、英: The Curse of the Mummy's Tomb）は、1964年に公開されたマイケル・カレラス監督・製作・脚本によるイギリスのホラー映画である。出演はテレンス・モーガン、ロナルド・ハワード、フレッド・クラーク、ジーン・ローランドである。

## キャスト
| 役名               | 俳優                 | 日本語吹替                    |
| 役名               | 俳優                 | NETテレビ版                   |
| ------------------ | -------------------- | ----------------------------- |
| ジョン・ブレイ     | テレンス・モーガン   | 中村正                        |
| アネット・デュボア | ジェーン・ローランド | 増山江威子                    |
| ジャイルス卿       | ジャック・ギリム     | 横森久                        |
| アダム             | テレンス・モーガン   | 小林修                        |
| キング             | フレッド・クラーク   | 島宇志夫                      |
| ハシム・ベイ       | ジョージ・パステル   | 家弓家正                      |
| 不明 その他        |                      | 塩見竜介 緑川稔               |
|                    |                      |                               |
| 演出               | 演出                 | 藤山房延                      |
| 翻訳               | 翻訳                 | 鈴木導                        |
| 効果               | 効果                 | 大野義信                      |
| 調整               | 調整                 | 遠矢征男                      |
| 制作               | 制作                 | 日米通信社                    |
| 解説               |                      |                               |
| 初回放送           | 初回放送             | 1973年8月4日 『土曜映画劇場』 |